# 李良汪
李良汪 （葡萄牙語：Lei Leong Wong， 1985年12月28日—），澳門政治人物，第七屆澳門特別行政區立法會議員，行政長官選舉委員會委員，澳門建制派社團民建澳聯盟理事長、民眾青年會會長。

## 背景及仕途
李良汪生於1980年代，已婚，擁有高等教育學歷，為澳門特區政府已離職公務員、澳門公共政策學會前副會長。自2017年3月起，擔任澳門建制派社團民眾建澳聯盟理事長。

## 參選立法會
2017年，李良汪代表民建澳聯盟，以「民眾協進會」第四後選人身份，參選2017年澳門立法會選舉。

2021年，李良汪代表民建澳聯盟，以「民聯協進會」第三後選人身份，參選2021年澳門立法會選舉，成功當選。

## 逸事
李良汪曾於2012年參與由社會工作局、澳門禁毒義工團及工聯北區綜合服務中心主辦、澳門婦女聯合總會協辦的禁毒“星工廠”形象大使選舉，並勇奪「禁毒形象大使」及「積極參與獎」獎項。

## 爭議
於2015年，時任澳門公共政策學會副會長的李良汪，由於其「公務員分級調津的建議」一文與澳門訊報作者阿伍的意見相衝，後者發文《與李良汪副會長商榷》，質疑其建議是「節外生枝」、「無法令人苟同」，但阿伍亦同時讚賞李良汪對社會提建議是熱情可嘉。
於2018年，阿伍再次批評李良汪為「公務員牟利不遺餘力」，不認同其「同工不同酬」之說；但亦以「對本澳公職法律制度素有認識，捨高薪厚祿公職而投身社會服務事業的李良汪理事長，當年為公務人員公積金制度（退休保障）所發表的系列文章，筆者印象尤深。」來形容李良汪。